# أردال أوهانلون
اردال أوهانلون (بالإنجليزية: Ardal O'Hanlon)‏ من مواليد 8 أكتوبر 1965، هو ممثل وممثل كوميدي أيرلندي.

## حياة سابقة
ولد أوهانلونفي كاريكماكروس، مقاطعة موناغان، وهو ابن السياسي والطبيب روري أوهانلون وتيريزا وارد. لديه خمسة أشقاء. تلقى تعليمه بكلية بلاك روك في دبلن وتخرج عام 1987 من المعهد الوطني للتعليم العالي في دبلن بدرجة في دراسات الاتصالات. 

## الحياة الشخصية
أوهانلون متزوج بفتاة التقى بها في سن المراهقة. لديهما ثلاثة أطفال: إميلي وريبيكا وريد. وهو أحد أنصار ليدز يونايتد.

## وصلات خارجية
- أردال أوهانلون على موقع IMDb (الإنجليزية)
- أردال أوهانلون على موقع ألو سيني (الفرنسية)
- أردال أوهانلون على موقع ميوزك برينز (الإنجليزية)
- أردال أوهانلون على موقع ميوزك برينز (الإنجليزية)
- أردال أوهانلون على موقع أول موفي (الإنجليزية)
- أردال أوهانلون على موقع قاعدة بيانات الأفلام السويدية (السويدية)
- أردال أوهانلون على موقع قاعدة بيانات الفيلم (الإنجليزية)
- أردال أوهانلون على موقع كينوبويسك (الروسية)